# Aéroport de Gush Katif
L'aéroport de Gush Katif (code OACI : LLAZ)  est un ancien petit aérodrome de la bande de Gaza à environ 3,2 km au nord de la ville de Khan Yunis et à côté du camp de réfugiés de l'UNRWA à Khan Younès. Il était à l'ouest de l'ancienne colonie israélienne de Ganei Tal, et nommé d'après l'ancienne zone d'implantation israélienne de Gush Katif .
En 2001, après la destruction de l'aéroport international Yasser Arafat par les bombardements israéliens, l'aéroport de Gush Katif a été brièvement la seule piste utilisable dans la bande de Gaza. Puis, en 2004, elle a été abandonnée, et a finalement surconstruite en 2015.

## Histoire
La piste d'atterrissage ne doit pas être confondue avec la RAF Gaza, qui se trouve à proximité de l'actuel passage de Karni . 
Après l'exode palestinien de 1948, 35 000 réfugiés se sont réfugiés dans un camp au sud de l'actuel aérodrome. C'est devenu le camp de l'UNRWA Khan Younès. 
Dans le cadre du désengagement unilatéral d'Israël de Gaza, des colons israéliens ont été expulsés de la région de Gush Katif en 2005. En 2004, l'aérodrome était en bon état. La piste a été maintenue libre et les marques de piste ont été maintenues. À la suite de la remise aux autorités palestiniennes avec le reste du Gush Katif, la piste d’atterrissage n’a plus été entretenue. Elle a été partiellement recouverte de sable et réduite d'une largeur de 23m à environ 9m de tarmac utilisable, et les 69 m de boucle de dépassement et de retour arrière à l'extrémité nord-ouest ont été bloqués par du sable. 

## Aujourd'hui
Le camp de réfugiés de l'UNRWA à Khan Younès est adjacent et au sud de l'ancienne piste d'atterrissage, et le centre de formation professionnelle de l'UNRWA Khan Younès, construit en 2007, est immédiatement au sud de la piste. Le camp abrite plus de 68 000 réfugiés. En 2010, la piste était encore assez dégagée pour être utilisée comme route d'accès pour l'UNRWA de Khan Younès. 
En 2014, il était clair d'après les images aériennes que la piste est rendue totalement inutilisable par l'expansion de l'UNRWA Khan Younès, dont une station de traitement des eaux usées construite sur l'ancien seuil de piste. 